# ليدي دوروثي ميلس
ليدي دوروثي ميلس (بالإنجليزية: Lady Dorothy Mills)‏ (11 مارس 1889، لندن في المملكة المتحدة - 4 ديسمبر 1959، برايتون في المملكة المتحدة)؛ روائية بريطانية.